# Terricciola
Terricciola är en ort och kommun i provinsen Pisa i regionen Toscana i Italien. Kommunen hade 4 509 invånare (2018).